# Olympische Winterspiele 2018/Teilnehmer (Finnland)
| Gelbes Symbol für Goldmedaillen mit stilisierten Olympischen Ringen | Graues Symbol für Silbermedaillen mit stilisierten Olympischen Ringen | Braundes Symbol für Bronzemedaillen mit stilisierten Olympischen Ringen |
| ------------------------------------------------------------------- | --------------------------------------------------------------------- | ----------------------------------------------------------------------- |
| 1                                                                   | 1                                                                     | 4                                                                       |

Finnland nahm an den Olympischen Winterspielen 2018 mit 105 Athleten in elf Disziplinen teil, davon 64 Männer und 41 Frauen. Fahnenträger bei der Eröffnungsfeier war Janne Ahonen.
Die finnischen Athleten gewannen eine Goldmedaille, eine Silbermedaille und vier Bronzemedaillen, womit Finnland auf Rang 18 im Medaillenspiegel landete. Dem Skilangläufer Iivo Niskanen gelang über 50 Kilometer im klassischen Stil der Olympiasieg.

## Teilnehmer nach Sportarten

### Biathlon
| Athleten                                                      | Wettbewerbe                   | Zeit        | Fehler         | Rang |
| ------------------------------------------------------------- | ----------------------------- | ----------- | -------------- | ---- |
| Männer                                                        |                               |             |                |      |
| Tuomas Grönman                                                | 10 km Sprint                  | 25:24,3 min | 1 (0+1)        | 45   |
| Tuomas Grönman                                                | 12,5 km Verfolgung            | 38:58,9 min | 6 (0+1+2+3)    | 55   |
| Tuomas Grönman                                                | 20 km Einzel                  | 52:44,1 min | 3 (0+2+0+1)    | 48   |
| Olli Hiidensalo                                               | 10 km Sprint                  | 24:26,3 min | 0 (0+0)        | 19   |
| Olli Hiidensalo                                               | 12,5 km Verfolgung            | 37:03,9 min | 7 (1+2+1+3)    | 35   |
| Olli Hiidensalo                                               | 20 km Einzel                  | 54:57,6 min | 5 (0+1+3+1)    | 73   |
| Tero Seppälä                                                  | 10 km Sprint                  | 24:27,3 min | 1 (1+0)        | 20   |
| Tero Seppälä                                                  | 12,5 km Verfolgung            | 36:09,9 min | 5 (1+1+3+0)    | 25   |
| Tero Seppälä                                                  | 20 km Einzel                  | 55:10,8 min | 6 (0+2+2+2)    | 76   |
| Tero Seppälä                                                  | 15 km Massenstart             | 37:25,0 min | 3 (1+2+0+0)    | 21   |
| Frauen                                                        |                               |             |                |      |
| Mari Laukkanen                                                | 7,5 km Sprint                 | 24:00,6 min | 5 (3+2)        | 64   |
| Mari Laukkanen                                                | 15 km Einzel                  | 46:03,7 min | 4 (2+1+0+1)    | 42   |
| Venla Lehtonen                                                | 7,5 km Sprint                 | 25:13,7 min | 3 (3+0)        | 79   |
| Kaisa Mäkäräinen                                              | 7,5 km Sprint                 | 22:36,4 min | 3 (2+1)        | 25   |
| Kaisa Mäkäräinen                                              | 10 km Verfolgung              | 33:22,2 min | 6 (0+3+3+0)    | 22   |
| Kaisa Mäkäräinen                                              | 15 km Einzel                  | 43:57,9 min | 3 (1+1+1+0)    | 13   |
| Kaisa Mäkäräinen                                              | 12,5 km Massenstart           | 36:23,9 min | 2 (0+1+0+1)    | 10   |
| Laura Toivanen                                                | 7,5 km Sprint                 | 24:55,4 min | 1 (0+1)        | 77   |
| Laura Toivanen                                                | 15 km Einzel                  | 46:42,6 min | 3 (1+1+0+1)    | 49   |
| Suvi Minkkinen                                                | 15 km Einzel                  | 48:27,7 min | 4 (2+1+0+1)    | 69   |
| Laura Toivanen Kaisa Mäkäräinen Mari Laukkanen Venla Lehtonen | 4 × 6 km Staffel              | 1:14:37,2 h | 2+13 (0+6 2+7) | 15   |
| Mixed                                                         |                               |             |                |      |
| Laura Toivanen Kaisa Mäkäräinen Tero Seppälä Olli Hiidensalo  | 2 × 6 km + 2 × 7,5 km Staffel | 1:09:38,2 h | 0+3 (0+1 0+2)  | 6    |

### Curling
| Wettbewerb  | Mixed-Doubles |
| ----------- | --- |
| Athleten    | Oona Kauste Tomi Rantamäki                                                                                              |
| Vorrunde    | Südkorea 4:9 Schweiz 6:7 Olympische Athleten aus Russland 5:7 Kanada 2:8 Norwegen 6:7 China 5:10 Vereinigte Staaten 7:5 |
| Halbfinale  | ausgeschieden |
| Finale      | ausgeschieden |
| Platzierung | 7. Platz |

### Eishockey
| Wettbewerb                 | Frauen | Männer |
| -------------------------- | --- | --- |
| Athleten                   | Sanni Hakala Jenni Hiirikoski Venla Hovi Mira Jalosuo Michelle Karvinen Rosa Lindstedt Petra Nieminen Tanja Niskanen Emma Nuutinen Isa Rahunen Meeri Räisänen Annina Rajahuhta Noora Räty Saila Saari Sara Säkkinen Ronja Savolainen Eveliina Suonpää Susanna Tapani Noora Tulus Minnamari Tuominen Riikka Välilä Linda Välimäki Ella Viitasuo | Marko Anttila Jonas Enlund Teemu Hartikainen Miro Heiskanen Juuso Hietanen Julius Junttila Joonas Kemppainen Tommi Kivistö Miika Koivisto Petri Kontiola Mikko Koskinen Jarno Koskiranta Lasse Kukkonen Jani Lajunen Mikko Lehtonen Sami Lepistö Sakari Manninen Juha Metsola Atte Ohtamaa Oskar Osala Jukka Peltola Mika Pyörälä Karri Rämö Veli-Matti Savinainen Eeli Tolvanen |
| Vorrunde                   | USA 1:3 (1:0, 0:2, 0:1) Kanada 1:4 (0:2, 0:2, 1:0) Olympische Athleten aus Russland 5:1 (1:0, 2:0, 2:1) | Deutschland 5:2 (2:1, 2:0, 1:1) Norwegen 5:1 (1:1, 1:0, 3:0) Schweden 1:3 (0:1, 1:0, 0:2) |
| Viertelfinal-Qualifikation | – | Südkorea 5:2 (1:0, 2:2, 2:0) |
| Viertelfinale              | Schweden 7:2 (3:0, 2:2, 2:0) | Kanada 0:1 (0:0, 0:0, 0:1) |
| Halbfinale                 | USA 0:5 (0:2, 0:2, 0:1) | – |
| Spiel um Platz 3           | Olympische Athleten aus Russland 3:2 (2:1, 1:0, 0:1) | – |
| Platzierung                | Bronze | 6. Platz |

### Eiskunstlauf
| Athleten      | Wettbewerbe | Kurzprogramm/-tanz | Kurzprogramm/-tanz | Kür/Kürtanz | Kür/Kürtanz | Gesamt | Gesamt |
| Athleten      | Wettbewerbe | Punkte             | Rang               | Punkte      | Rang        | Punkte | Rang   |
| ------------- | ----------- | ------------------ | ------------------ | ----------- | ----------- | ------ | ------ |
| Frauen        |             |                    |                    |             |             |        |        |
| Emmi Peltonen | Einzel      | 55,28              | 18                 | 101,86      | 21          | 157,14 | 20     |

### Eisschnelllauf
| Athleten      | Wettbewerbe | Zeit        | Rang |
| ------------- | ----------- | ----------- | ---- |
| Männer        |             |             |      |
| Pekka Koskela | 500 m       | 35,19 s     | 19   |
| Pekka Koskela | 1000 m      | 1:11,76 min | 36   |
| Mika Poutala  | 500 m       | 34,68 s     | 4    |
| Mika Poutala  | 1000 m      | 1:09,58 min | 16   |
| Frauen        |             |             |      |
| Elina Risku   | 500 m       | 39,36 s     | 28   |

### Freestyle-Skiing
| Athleten       | Wettbewerbe | Qualifikation | Qualifikation | Finale        | Finale        | Rang |
| Athleten       | Wettbewerbe | Punkte        | Rang          | Punkte        | Rang          | Rang |
| -------------- | ----------- | ------------- | ------------- | ------------- | ------------- | ---- |
| Männer         |             |               |               |               |               |      |
| Jussi Penttala | Buckelpiste | 67,96         | 19            | ausgeschieden | ausgeschieden | 29   |
| Jimi Salonen   | Buckelpiste | 75,25         | 8             | 72,76         | 16            | 16   |
| Joona Kangas   | Slopestyle  | 48,80         | 26            | ausgeschieden | ausgeschieden | 26   |

### Nordische Kombination
| Athleten                                              | Wettbewerb                        | Skispringen | Skispringen | Langlauf    | Langlauf | Rang |
| Athleten                                              | Wettbewerb                        | Punkte      | Rang        | Zeit        | Rang     | Rang |
| ----------------------------------------------------- | --------------------------------- | ----------- | ----------- | ----------- | -------- | ---- |
| Männer                                                |                                   |             |             |             |          |      |
| Ilkka Herola                                          | Gundersen-Wettkampf Normalschanze | 99,7        | 17          | 25:56,9 min | 2        | 8    |
| Ilkka Herola                                          | Gundersen-Wettkampf Großschanze   | 103,6       | 28          | 23:25,2 min | 5        | 18   |
| Eero Hirvonen                                         | Gundersen-Wettkampf Normalschanze | 118,0       | 6           | 25:43,0 min | 19       | 6    |
| Eero Hirvonen                                         | Gundersen-Wettkampf Großschanze   | 127,9       | 7           | 23:30,6 min | 9        | 6    |
| Arttu Mäkiaho                                         | Gundersen-Wettkampf Normalschanze | 85,2        | 34          | 28:27,3 min | 31       | 36   |
| Arttu Mäkiaho                                         | Gundersen-Wettkampf Großschanze   | 81,7        | 42          | 24:12,3 min | 24       | 38   |
| Hannu Manninen                                        | Gundersen-Wettkampf Normalschanze | 85,2        | 34          | 27:29,8 min | 8        | 23   |
| Leevi Mutru                                           | Gundersen-Wettkampf Großschanze   | 81,9        | 41          | 23:30,3 min | 8        | 31   |
| Leevi Mutru Ilkka Herola Eero Hirvonen Hannu Manninen | Teamwettkampf                     | 381,3       | 7           | 46:42,5 min | 3        | 6    |

### Ski Alpin
| Athleten      | Wettbewerbe  | 1. Lauf     | 2. Lauf     | Gesamt      | Gesamt |
| Athleten      | Wettbewerbe  | Zeit        | Zeit        | Zeit        | Rang   |
| ------------- | ------------ | ----------- | ----------- | ----------- | ------ |
| Männer        |              |             |             |             |        |
| Andreas Romar | Abfahrt      | −           | −           | 1:43,78 min | 31     |
| Andreas Romar | Super-G      | −           | −           | 1:27,70 min | 31     |
| Andreas Romar | Kombination  | 1:21,94 min | 49,58 s     | 2:11,52 min | 24     |
| Samu Torsti   | Riesenslalom | 1:10,93 min | 1:10,44 min | 2:21,37 min | 17     |

### Skilanglauf
| Athleten                                                                   | Wettbewerbe       | Zeit        | Rang   |
| -------------------------------------------------------------------------- | ----------------- | ----------- | ------ |
| Männer                                                                     |                   |             |        |
| Ristomatti Hakola                                                          | 50 km klassisch   | 2:22:50,1 h | 43     |
| Matti Heikkinen                                                            | 15 km Freistil    | 34:45,4 min | 10     |
| Matti Heikkinen                                                            | 30 km Skiathlon   | 1:17:55,9 h | 21     |
| Matti Heikkinen                                                            | 50 km klassisch   | 2:17:34,8 h | 25     |
| Perttu Hyvärinen                                                           | 15 km Freistil    | 36:17,2 min | 35     |
| Perttu Hyvärinen                                                           | 30 km Skiathlon   | 1:20:28,5 h | 41     |
| Perttu Hyvärinen                                                           | 50 km klassisch   | 2:18:38,5 h | 29     |
| Lari Lehtonen                                                              | 15 km Freistil    | 36:01,8 min | 31     |
| Lari Lehtonen                                                              | 30 km Skiathlon   | 1:19:26,6 h | 33     |
| Iivo Niskanen                                                              | 30 km Skiathlon   | 1:17:34,2 h | 19     |
| Iivo Niskanen                                                              | 50 km klassisch   | 2:08:22,1 h | Gold   |
| Anssi Pentsinen                                                            | 15 km Freistil    | 36:54,9 min | 51     |
| Perttu Hyvärinen Iivo Niskanen Matti Heikkinen Lari Lehtonen               | 4 × 10 km Staffel | 1:34,45,4 h | 4      |
| Frauen                                                                     |                   |             |        |
| Johanna Matintalo                                                          | 15 km Skiathlon   | 43:02,4 min | 14     |
| Johanna Matintalo                                                          | 30 km klassisch   | 1:28:58,2 h | 18     |
| Laura Mononen                                                              | 10 km Freistil    | 27:15,6 min | 23     |
| Laura Mononen                                                              | 15 km Skiathlon   | 42:53,0 min | 19     |
| Kerttu Niskanen                                                            | 15 km Skiathlon   | 42:15,2 min | 16     |
| Kerttu Niskanen                                                            | 30 km klassisch   | 1:25:19,2 h | 6      |
| Krista Pärmäkoski                                                          | 10 km Freistil    | 25:32,4 min | Bronze |
| Krista Pärmäkoski                                                          | 15 km Skiathlon   | 40:52,7 min | Bronze |
| Krista Pärmäkoski                                                          | 30 km klassisch   | 1:24:07,1 h | Silber |
| Riitta-Liisa Roponen                                                       | 10 km Freistil    | 27:04,8 min | 20     |
| Aino-Kaisa Saarinen                                                        | 30 km klassisch   | 1:30:32,2 h | 20     |
| Aino-Kaisa Saarinen Kerttu Niskanen Riitta-Liisa Roponen Krista Pärmäkoski | 4 × 5 km Staffel  | 52:26,9 min | 4      |

| Athleten                         | Wettbewerbe      | Qualifikation | Qualifikation | Viertelfinale | Viertelfinale | Halbfinale    | Halbfinale    | Finale        | Finale        | Rang |
| Athleten                         | Wettbewerbe      | Zeit          | Rang          | Zeit          | Rang          | Zeit          | Rang          | Zeit          | Rang          | Rang |
| -------------------------------- | ---------------- | ------------- | ------------- | ------------- | ------------- | ------------- | ------------- | ------------- | ------------- | ---- |
| Frauen                           |                  |               |               |               |               |               |               |               |               |      |
| Johanna Matintalo                | Sprint klassisch | 3:19,04 min   | 19            | 3:16,92 min   | 4             | ausgeschieden | ausgeschieden | ausgeschieden | ausgeschieden | 19   |
| Kerttu Niskanen                  | Sprint klassisch | 3:20,48 min   | 24            | 3:19,84 min   | 5             | ausgeschieden | ausgeschieden | ausgeschieden | ausgeschieden | 23   |
| Krista Pärmäkoski                | Sprint klassisch | 3:12,30 min   | 3             | 3:11,97 min   | 2             | 3:12,04 min   | 5             | ausgeschieden | ausgeschieden | 9    |
| Aino-Kaisa Saarinen              | Sprint klassisch | 3:24,02 min   | 30            | 3:19,18 min   | 5             | ausgeschieden | ausgeschieden | ausgeschieden | ausgeschieden | 25   |
| Mari Laukkanen Krista Pärmäkoski | Teamsprint       | –             | –             | –             | –             | 16:31,54 min  | 4             | 16:19,18 min  | 5             | 5    |
| Männer                           |                  |               |               |               |               |               |               |               |               |      |
| Ristomatti Hakola                | Sprint Klassisch | 3:08,54 min   | 1             | 3:09,41 min   | 2             | 3:09,93 min   | 1             | 3:26,47 min   | 6             | 6    |
| Martti Jylhä                     | Sprint klassisch | 3:16,79 min   | 24            | 3:17,46 min   | 1             | 3:14,93 min   | 5             | ausgeschieden | ausgeschieden | 10   |
| Iivo Niskanen                    | Sprint klassisch | 3:16,37 min   | 21            | 3:12,20 min   | 3             | ausgeschieden | ausgeschieden | ausgeschieden | ausgeschieden | 14   |
| Lauri Vuorinen                   | Sprint klassisch | 3:16,96 min   | 23            | 3:33,13 min   | 6             | ausgeschieden | ausgeschieden | ausgeschieden | ausgeschieden | 29   |
| Martti Jylhä Ristomatti Hakola   | Teamsprint       | –             | –             | –             | –             | 16:01,41 min  | 4             | 16:32,30 min  | 9             | 9    |

Toni Ketelä, Antti Ojansivu, Ville Nousiainen und Anne Kyllönen gehörten ebenfalls zum Aufgebot, kamen aber nicht zum Einsatz.

### Skispringen
| Athleten                                                | Wettbewerbe            | Qualifikation | Qualifikation | Qualifikation | 1. Durchgang                    | 1. Durchgang         | 1. Durchgang | 2. Durchgang                    | 2. Durchgang          | 2. Durchgang  | Gesamt | Gesamt |
| Athleten                                                | Wettbewerbe            | Weite         | Punkte        | Rang          | Weite                           | Punkte               | Rang         | Weite                           | Punkte                | Rang          | Punkte | Rang   |
| ------------------------------------------------------- | ---------------------- | ------------- | ------------- | ------------- | ------------------------------- | -------------------- | ------------ | ------------------------------- | --------------------- | ------------- | ------ | ------ |
| Frauen                                                  |                        |               |               |               |                                 |                      |              |                                 |                       |               |        |        |
| Julia Kykkänen                                          | Normalschanze          | −             | −             | −             | 85,0 m                          | 77,2                 | 22           | 84,0 m                          | 75,4                  | 26            | 152,6  | 23     |
| Männer                                                  |                        |               |               |               |                                 |                      |              |                                 |                       |               |        |        |
| Antti Aalto                                             | Normalschanze          | 87,5 m        | 93,6          | 42            | 80,0 m                          | 60,8                 | 50           | ausgeschieden                   | ausgeschieden         | ausgeschieden | 60,8   | 50     |
| Antti Aalto                                             | Großschanze            | 133,0 m       | 109,3         | 20            | 121,5 m                         | 105,7                | 37           | ausgeschieden                   | ausgeschieden         | ausgeschieden | 105,7  | 37     |
| Janne Ahonen                                            | Normalschanze          | 89,0 m        | 95,8          | 37            | 90,5 m                          | 85,1                 | 40           | ausgeschieden                   | ausgeschieden         | ausgeschieden | 85,1   | 40     |
| Janne Ahonen                                            | Großschanze            | 119,0 m       | 90,8          | 36            | 124,5 m                         | 110,6                | 30           | 115,5 m                         | 100,0                 | 28            | 210,6  | 28     |
| Andreas Alamommo                                        | Normalschanze          | 90,0 m        | 98,3          | 35            | 94,0 m                          | 91,3                 | 38           | ausgeschieden                   | ausgeschieden         | ausgeschieden | 91,3   | 38     |
| Andreas Alamommo                                        | Großschanze            | 129,5 m       | 97,           | 29            | 120,0 m                         | 107,6                | 34           | ausgeschieden                   | ausgeschieden         | ausgeschieden | 107,6  | 34     |
| Jarkko Määttä                                           | Großschanze            | 116,5 m       | 79,0          | 43            | 122,0 m                         | 105,7                | 37           | ausgeschieden                   | ausgeschieden         | ausgeschieden | 105,7  | 37     |
| Eetu Nousiainen                                         | Normalschanze          | 87,0 m        | 85,5          | 50            | 83,0 m                          | 68,0                 | 49           | ausgeschieden                   | ausgeschieden         | ausgeschieden | 68,0   | 49     |
| Janne Ahonen Andreas Alamommo Jarkko Määttä Antti Aalto | Großschanze Mannschaft | −             | −             | −             | 122,5 m 117,0 m 118,0 m 115,0 m | 109,7 97,3 97,6 92,9 | 8            | 120,5 m 115,5 m 113,5 m 118,5 m | 104,6 94,8 89,5 104,0 | 8             | 790,4  | 8      |

### Snowboard
| Athleten         | Wettbewerbe | Qualifikation | Qualifikation | Finale        | Finale        | Rang   |
| Athleten         | Wettbewerbe | Punkte        | Rang          | Punkte        | Rang          | Rang   |
| ---------------- | ----------- | ------------- | ------------- | ------------- | ------------- | ------ |
| Männer           |             |               |               |               |               |        |
| Kalle Järvilehto | Big Air     | 83,25         | 12            | ausgeschieden | ausgeschieden | 21     |
| Kalle Järvilehto | Slopestyle  | 31,10         | 32            | ausgeschieden | ausgeschieden | 32     |
| Peetu Piiroinen  | Big Air     | 87,25         | 8             | ausgeschieden | ausgeschieden | 14     |
| Peetu Piiroinen  | Slopestyle  | 69,26         | 18            | ausgeschieden | ausgeschieden | 18     |
| Peetu Piiroinen  | Halfpipe    | 77,50         | 11            | 13,50         | 12            | 12     |
| Rene Rinnekangas | Big Air     | 83,00         | 10            | ausgeschieden | ausgeschieden | 22     |
| Rene Rinnekangas | Slopestyle  | 37,91         | 28            | ausgeschieden | ausgeschieden | 28     |
| Roope Tonteri    | Big Air     | 86,50         | 9             | ausgeschieden | ausgeschieden | 15     |
| Roope Tonteri    | Slopestyle  | 72,60         | 15            | ausgeschieden | ausgeschieden | 15     |
| Janne Korpi      | Halfpipe    | 22,50         | 28            | ausgeschieden | ausgeschieden | 28     |
| Markus Malin     | Halfpipe    | 63,50         | 19            | ausgeschieden | ausgeschieden | 19     |
| Frauen           |             |               |               |               |               |        |
| Enni Rukajärvi   | Big Air     | 68,75         | 16            | ausgeschieden | ausgeschieden | 16     |
| Enni Rukajärvi   | Slopestyle  | ausgefallen   | ausgefallen   | 75,38         | 3             | Bronze |

| Athleten       | Wettbewerbe    | Achtelfinale | Viertelfinale | Halbfinale | Finale A/B | Rang |
| Athleten       | Wettbewerbe    | Rang         | Rang          | Rang       | Rang       | Rang |
| -------------- | -------------- | ------------ | ------------- | ---------- | ---------- | ---- |
| Männer         |                |              |               |            |            |      |
| Anton Lindfors | Snowboardcross | 3            | 3             | 5          | 3          | 9    |